# 미네르비아 제1군단

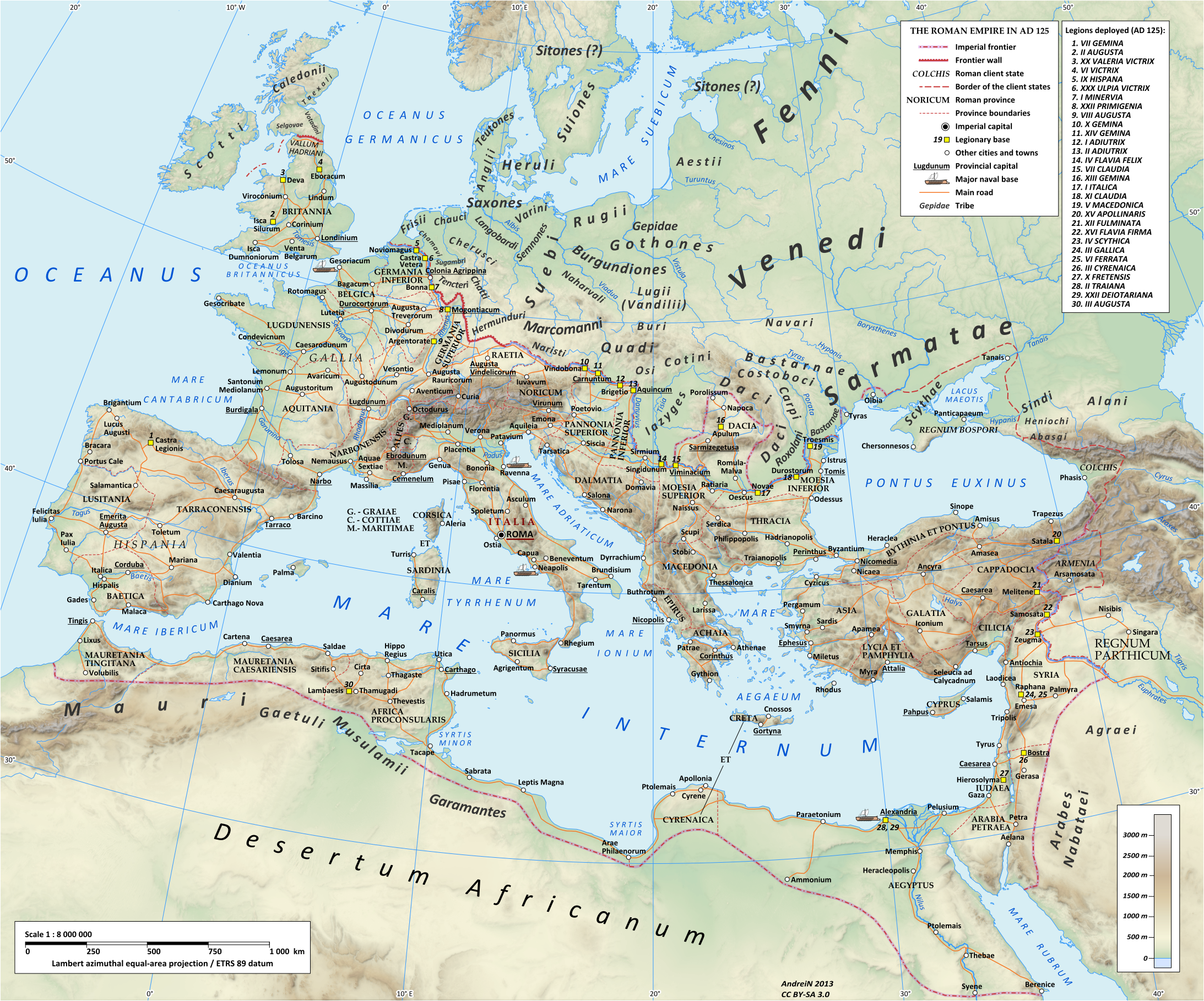
서기 82년부터 4세기 사이 게르마니아 인페리오르 속주의 본나(독일 본)에 있던 라인강에서 주둔했던, 미네르비아 제1군단을 보여주고 있는 하드리아누스 황제 치세인 서기 195년의 로마 제국 지도

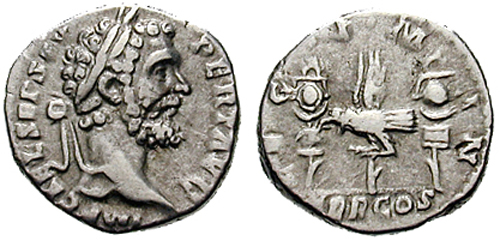
셉티미우스 세베루스 치세인 193년에 ‘미네르비아 제1군단’을 기념하여 주조된 데나리우스로, 자줏빛 자리를 두고 정쟁을 벌이던 당시 판노니아 사령관이던 세베루스를 지지했었다.

미네르비아 제1군단 (Legio I Minervia, 미네르바의 제1군단)은 서기 82년에 창설된 제정 로마의 군대의 군단 중 하나이며 도미티아누스 황제 (재위: 81–96년)가 게르만계인 카티족과의 전쟁을 위해 창설했다. 미네르비아 군단의 코그노멘은 이 군단의 수호신인 미네르바 여신을 나타낸다. 4세기 중엽 라인강 국경 지대에 미네르비아 제2군단이 주둔했다라는 기록이 남아있다. 군단의 상징물은 미네르바 여신의 형상이었다.
미네르비아 제1군단의 최초이자 주요 기지는 게르마니아 인페리오르에 있던 도시인 ‘본나’(Bonna, 오늘날 본)에 있었다. 89년에, 게르마니아 수페리오르 총독의 반란을 진압한바 있으며 이 때문에, 도미티아누스는 이들의 공로를 치하하며 ‘피아 피델리스 도미티아나’(Pia Fidelis Domitiana, 도미티아누스에 대한 충실과 신뢰)라는 코그노멘을 이들에게 내려주었다.

## 역사
101년과 106년 사이에, 미래의 황제인 하드리아누스의 지휘를 받았던 미네르비아 군단은 트라야누스 황제의 다키아 전쟁에 참전했다. 미네르바의 형상이 있는 군단의 상징물이 로마의 트라야누스 원주에 다른 군단의 상징과 더불어 나타나있다. 다키아 전쟁이 종전된 후, 미네르비아 제1군단은 본나에 있는 기지로 복귀하였다. 울피아 빅트릭스 제30군단과 함께 ‘제2 카스트라 베테라’(Castra Vetera II, 오늘날 크산텐)에 배치되었던, 미네르비아 군단은 다양한 군사 및 건설 활동과 더불어 채석장에서 돌을 캐는 일 등을 수행했다.
군단이 비록 게르마니아 주둔군에 속해 있고 본이 주둔지이기는 했지만, 군단의 ‘벡실라티오’ (하위 부대)들이 로마 제국의 다른 곳들에 할당되기도 하였다:
- 루키우스 베루스 황제가 지휘했던 162–166년간의 파르티아 제국과 전쟁
- 마르쿠스 아우렐리우스 황제가 지휘했던 166–175년 그리고 178–180년간의 마르코만니족과 전쟁
- 디디우스 율리아누스 총독이 지휘했던 173년 당시 갈리아 벨기카 지역의 카우키족과 전쟁
- 198–211년간 갈리아의 수도인 루그두눔의 수비대

2세기 말과 3세기의 내전 동안, 미네르비아 군단은 다음의 황제들을 지지하였다 (이 황제들은 군단에 칭호들을 수여하였고, 패배나 실패 후에는 칭호를 철회했다):
- 셉티미우스 세베루스
- 엘라가발루스 [‘안토니니아나’(Antoniniana)]
- 알렉산데르 세베루스 [‘세르비아나 알렉산드리아나’(Severiana Alexandriana)]
- 260-274년간 있었던 갈리아 제국

353년 무렵에 본나는 프랑크인들의 공격으로 파괴되었다. 미네르비아 제1군단이 기록으로 남은 역사에서 사라졌지만, 이들이 전투에서 궤멸했는지 아니면 단순히 해산되었는지에 대한 기록이 남아있지 않다.

## 확인된 인물
| 이름                                                             | 계급                          | 시기                     | 속주                  | 출처                                            |
| ---------------------------------------------------------------- | ----------------------------- | ------------------------ | --------------------- | ----------------------------------------------- |
| 퀸투스 소시우스 세네키오                                         | 레가투스 레기오니스           | 93년경                   |                       | 《CIL》 VI, 1444                                |
| 푸블리우스 아일리우스 하드리아누스                               | 레가투스 레기오니스           | 103-106년경              | 게르마니아 인페리오르 | ‘히스토리아 아우구스타’: 하드리아누스편, 3      |
| 마르쿠스 폰티우스 라일리아누스                                   | 레가투스 레기오니스           | 138년경-141년경          | 게르마니아 인페리오르 | 《CIL》 VI, 1497                                |
| 루키우스 풀라이에누스 가르길리우스 안티쿠스                      | 레가투스 레기오니스           | 155년경-158년경          | 게르마니아 인페리오르 | 《CIL》 III, 7394                               |
| 마르쿠스 클라우디우스 프론토                                     | 레가투스 레기오니스           | 162-165년경              | 게르마니아 인페리오르 | 《CIL》 VI, 1377                                |
| 가이우스 스크리보니우스 게니알리스                               | 레가투스 레기오니스           | 166/169년 혹은 177/180년 | 게르마니아 인페리오르 | 《CIL》 XIII, 12036                             |
| 루키우스 칼푸르니우스 프로쿨루스                                 | 레가투스 레기오니스           | ?180/185년               | 게르마니아 인페리오르 | 《CIL》 XIII, 8009                              |
| 클라우디우스 스트라토니쿠스                                      | 레가투스 레기오니스           | ?184-?186년              | 게르마니아 인페리오르 | IGRR IV.570                                     |
| 클라우디우스 아폴리나리스                                        | 레가투스 레기오니스           | ?187-?189                | 게르마니아 인페리오르 | 《CIL》 XIII, 7946                              |
| [...] 플로티누스                                                 | 레가투스 레기오니스           | 190년과 192년 사이       | 게르마니아 인페리오르 | 《CIL》 XIII, 8598                              |
| 퀸투스 베니디우스 루푸스 마리우스 막시무스 루키우스 칼비니아누스 | 레가투스 레기오니스           | 193년경                  | 게르마니아 인페리오르 | 《CIL》 XIII, 7994                              |
| 티투스 플라비우스 세쿤두스 필리피아누스                          | 레가투스 레기오니스           | c. 194-195/196?          | 게르마니아 인페리오르 | 《CIL》 XIII, 1673                              |
| 가이우스 율리우스 셉티미우스 카스티누스                          | 레가투스 레기오니스           | 205년경 혹은 208년경     |                       | 《CIL》 XIII, 7945 = ILS 2549                   |
| 가이우스 파비우스 아그리피누스                                   | 레가투스 레기오니스           | 211년경                  |                       | 《CIL》 XIII, 8050                              |
| 아우피디우스 코레시니우스 마르켈루스                             | 레가투스 레기오니스           | 222-224년                |                       | 《CIL》 XIII, 8035                              |
| 마르쿠스 마리우스 티티우스 루피누스                              | 레가투스 레기오니스           | 231년                    |                       | 《CIL》 XIII, 8017, 《CIL》 IX, 1584            |
| 마르쿠스 페트로니우스 호노라투스                                 | 트리부누스 앙구스티클라비우스 | 138년 이전               | 게르마니아 인페리오르 | 《CIL》 VI, 1625a, 《CIL》 VI, 1625b = ILS 1340 |
| 가이우스 브루티우스 프라이센스                                   | 트리부누스 라티클라비우스     | 90년경                   | 다키아                | AE 1950, 66                                     |
| 루키우스 안니니우스 섹스티우스 플로렌티누스                      | 트리부누스 라티클라비우스     | 110년경                  | 게르마니아 인페리오르 | 《CIL》 III, 14148,10                           |
| 루키우스 안토니우스 알부스                                       | 트리부누스 라티클라비우스     | 115년경                  | 게르마니아 인페리오르 | AE 1972, 567                                    |
| 마르쿠스 세르빌리우스 파비아누스 막시무스                        | 트리부누스 라티클라비우스     | 140년경                  | 게르마니아 인페리오르 | 《CIL》 VI, 1517                                |
| 퀸투스 안티스티우스 아드벤투스                                   | 트리부누스 라티클라비우스     | 153년경                  | 게르마니아 인페리오르 | AE 1893, 88                                     |
| 루키우스 아우렐리우스 콤모두스 폼페이아누스                      | 트리부누스 라티클라비우스     | 190년경                  | 게르마니아 인페리오르 |                                                 |
| 퀸투스 페트로니우스 멜리오르                                     | 트리부누스 라티클라비우스     | 3세기                    |                       | 《CIL》 XI, 3367                                |

## 같이 보기
- 로마 군단
- 로마 군단 목록